# Siparuna lindenii
Siparuna lindenii là một loài thực vật có hoa trong họ Siparunaceae. Loài này được (Seem.) A. DC. miêu tả khoa học đầu tiên năm 1868.